# Avalanche Studios
Avalanche Studios is een Zweeds computerspelontwikkelaar gevestigd in Stockholm. Het bedrijf werd in 2003 opgericht en in mei 2018 overgenomen door de Deense filmstudio Nordisk Film. Avalanche Studios is het meest bekend als ontwikkelaar van de Just Cause-serie.

## Ontwikkelde spellen
| Release | Titel                      | Platform                                       |
| ------- | -------------------------- | ---------------------------------------------- |
| 2006    | Just Cause                 | PlayStation 2, Windows, Xbox, Xbox 360         |
| 2009    | theHunter                  | Windows                                        |
| 2010    | Just Cause 2               | PlayStation 3, Windows, Xbox 360               |
| 2011    | Renegade Ops               | PlayStation 3, Windows, Xbox 360               |
| 2015    | theHunter Primal           | Windows                                        |
| 2015    | Rumble City                | Android, iOS                                   |
| 2015    | Mad Max                    | Linux, macOS, PlayStation 4, Windows, Xbox One |
| 2015    | Just Cause 3               | PlayStation 4, Windows, Xbox One               |
| 2017    | theHunter Call of the Wild | PlayStation 4, Windows, Xbox One               |
| 2018    | Just Cause 4               | PlayStation 4, Windows, Xbox One               |
| 2019    | Rage 2                     | PlayStation 4, Windows, Xbox One               |
| 2019    | Generation Zero            | PlayStation 4, Windows, Xbox One               |